# ヒーラーン州
ヒーラーン州（ヒーラーンしゅう、ソマリ語: Hiiraan、アラビア語: هيران）は、ソマリアの旧行政区画（州、gobol）のひとつ。連邦構成国ではヒーシェベリに属している。首府はベレトウェイン。州内にシェベリ川が流れ、人口は約52万人（2014年推定）。
2023年6月、ヒーシェベリのアリ・グドラウェ・フセイン大統領はアリ・ジェイテ・オスマン州知事の解任を突如発表した。反発したオスマンは6月25日にヒーラーン州暫定大統領就任と、ヒーシェベリからの独立を一方的に宣言した。これにより、ヒーラーン州には2つの政府が並立する事態となった。

## 地理
内陸部に位置し、ガルグドゥード州、中部シェベリ州、下部シェベリ州、ベイ州、バコール州およびエチオピア・ソマリ州（オガデン）に接する（ただし、ベイ州については地図によって不明確である。

## 下位区分
ヒーラーン州には以下の地区（県、District）が置かれている（出典によってばらつきあり）。人口値は2005年推定。
- ベレトウェイン地区（英語版）（Beledweyne District）[8][9][10] - 144,345人
- Buloburde District[8][9][10] - 89,120人
- ジャラクシ地区（英語版）（Jalalaqsi District）[8][9][10] - 46,724人
- Mataban District[9] - 27,704人
- Maxaas(Mahas) District[9] - 21,918人

## 主要都市
- Abaaley
- Adaleafuen
- Ararlugole
- Baaror
- Baarrooble
- Bar Medeghe
- Beergodey
- Beertasiyago
- ベレトウェイン（Beledweyne） - 首府
- Belhanhumei
- Bitale
- Buloburde
- Buqdaaqable
- Buulotogoro
- Caagmuuddey
- Cabdullekudaad
- Caroguduudley
- Ceelmakoile
- Daharro
- Debarar
- El Ali
- Elgargaro
- en:Haangale
- Hararkacumargruuniya
- Hareerikalle
- Hilloawmahad
- Hiloaxmadey
- ジャララクシ（英語版）
- Jiifyarey
- Kulankaxajicabdi
- Kulanxagay
- Lebikigeedifaarax
- Lebilaango
- Maqaxdameer
- Maxaakareebay
- Maxamedbuurfuule
- Moqokori
- Quraciitallal